# 1928 en sport

Cet article présente les faits marquants de l'année 1928 en sport.

## Athlétisme
- 10 juin : Match France - Suisse - Italie à Colombes.

## Automobile
- Le Français Jacques Bignan remporte le Rallye automobile Monte-Carlo sur une Fiat.
- 24 Heures du Mans : Bentley Motors gagne les 24H avec les pilotes Woolf Barnato et Bernard Rubin.

## Baseball
- Les New York Yankees remportent les World Series face aux Saint Louis Cardinals.

## Basket-ball
- Le Foyer Alsacien Mulhouse champion de France.

## Boxe
- 26 juillet : le champion Gene Tunney conserve son titre de champion du monde des poids lourds à la boxe en battant Tom Heeney par arrêt de l'arbitre au 11e round à New York.

## Cyclisme
- Le Français André Leducq s’impose sur le Paris-Roubaix.
- 17 juin - 15 juillet, Tour de France : le Luxembourgeois Nicolas Frantz s’impose devant le Français André Leducq et le Belge Maurice De Waele.
  - Article détaillé : Tour de France 1928
- Le Belge Georges Ronsse s’impose sur le Championnat du monde sur route de course en ligne.

## Football
- Rangers champion d’Écosse.
- Everton FC est champion d’Angleterre.
- 14 avril : Rangers remporte la Coupe d’Écosse face à Celtic, 4-0.
- 21 avril : Blackburn Rovers remporte la Coupe d’Angleterre face à Huddersfield Town FC, 3-1.
- 6 mai : le Red Star remporte la Coupe de France face au CA Paris, 3-1.
- 13 mai : le Grasshopper-Club Zurich est champion de Suisse.
- Beerschot champion de Belgique.
- 10 juin : l'équipe d'Uruguay et l'équipe d'Argentine de football font match nul 1-1 en finale du tournoi olympique. Finale à rejouer.
- 13 juin : l'équipe d'Uruguay remporte le tournoi olympique en s'imposant en finale rejouée 2-1 face à l'équipe d'Argentine.
- 29 juin : le FC Barcelone remporte la Coupe d’Espagne face à la Real Sociedad, 3-1.
- 22 juillet : Turin est champion d’Italie.
- 29 juillet : Hambourg SV est champion d’Allemagne est s'imposant 5-2 en finale nationale face au Hertha BSC Berlin.

## Football américain
- Providence Steam Roller champion de la National Football League. Article détaillé : Saison NFL 1928.

## Football canadien
- Coupe Grey : Tigers de Hamilton 30, Roughriders de Regina 0.

## Golf
- L’Américain Walter Hagen remporte le British Open.
- L’Américain Johnny Farrell remporte l’US Open.
- L’Américain Leo Diegel remporte le tournoi de l’USPGA.

## Hockey sur glace
- Les Rangers de New York remportent la Coupe Stanley 1928.
- Le Canada remporte le championnat du monde et la Suède le championnat d'Europe.
- HC Rosey Gstaad champion de Suisse (Ligue internationale).
- EHC Saint-Moritz est sacré champion de Suisse (Ligue nationale).

## Jeu de paume
- Le Français Pierre Etchebaster, considéré comme le meilleur joueur de paume moderne, devient champion du monde à Londres. Il conservera ce titre jusqu'en 1954!

## Jeux olympiques
- Jeux olympiques d'hiver à Saint-Moritz (Suisse) dont les compétitions se tiennent entre le 11 février et le 19 février.
  - Article de fond : Jeux olympiques d'hiver de 1928.
- Jeux olympiques d'été à Amsterdam (Pays-Bas) dont les compétitions se tiennent entre le 28 juillet et le 12 août. Ils réunissant plus de 3 000 athlètes de 45 pays.
  - Article de fond : Jeux olympiques d'été de 1928.

## Joute nautique
- Sauveur Liparoti (dit l'esquimau) remporte le Grand Prix de la Saint-Louis à Sète.

## Moto
- Bol d'or : Vroonen gagne sur une Gillet-Hertsal.

## Rugby à XV
- L’Écosse et l’Angleterre remportent le Tournoi.
- Pau est champion de France.
- Le Yorkshire champion d’Angleterre des comtés.
- Wairarapa champion de Nouvelle-Zélande des provinces.

## Tennis
- Tournoi de Roland-Garros :
  - Première édition du tournoi au Stade Roland-Garros.
  - Le Français Henri Cochet s’impose en simple hommes.
  - L’Américaine Helen Wills s’impose en simple femmes.
- Tournoi de Wimbledon :
  - Le Français René Lacoste s’impose en simple hommes.
  - L’Américaine Helen Wills s’impose en simple femmes.
- championnat des États-Unis :
  - Le Français Henri Cochet s’impose en simple hommes.
  - L’Américaine Helen Wills s’impose en simple femmes.
- Coupe Davis : l'équipe de France bat celle des États-Unis : 4 - 1.

## Tir à l'arc
- 27 avril : création de la Fédération française de tir à l'arc.

## Naissances
- 23 janvier : Eugenio Monti, pilote italien de bobsleigh à deux ou à quatre, double champion olympique aux jeux de Grenoble en 1968, onze titres de champion du monde entre 1956 et 1968. († 1er décembre 2003).
- 3 février : Emile Griffith, boxeur américain († 23 juillet 2013).
- 9 février : Rinus Michels, joueur puis entraîneur de football néerlandais. († 3 mars 2005).
- 18 février : Tom Johnson, joueur professionnel de hockey sur glace canadien. († 21 novembre 2007).
- 23 février :
  - André Strappe, footballeur français. († 9 février 2006).
  - Hans Herrmann, pilote automobile allemand, qui disputa 17 Grands Prix de Formule 1 de 1953 à 1961.
- 24 février : Paul Elvstrøm, skipper (voile) danois († 7 décembre 2016).
- 31 mars : Gordie Howe, hockeyeur canadien († 10 juin 2016).
- 9 avril : Paul Arizin, basketteur américain. († 12 décembre 2006).
- 28 avril : Johnny Gavin, footballeur irlandais. († 20 septembre 2007).
- 9 mai :
  - Pancho Gonzales, joueur de tennis américain. († 3 juillet 1995).
  - Barbara Ann Scott, patineuse artistique canadienne († 30 septembre 2012).
- 23 juin : Joe Shaw, footballeur britannique. († 18 novembre 2007).
- 9 juillet : Federico Bahamontes, Cycliste espagnol.
- 8 août : François Remetter, footballeur français
- 9 août : Bob Cousy, basketteur américain
- 14 août : Gunnar Andersson, footballeur suédois naturalisé français. († 1er octobre 1969).
- 3 octobre : Christian d'Oriola, escrimeur français. champion olympique au fleuret individuel (1952, 1960) et par équipe (1948, 1952) et sept fois champion du monde. († 29 octobre 2007).
- 7 octobre : Herb Rich, joueur américain de football U.S. († 28 mars 2008).
- 8 octobre : Neil Harvey, joueur de cricket australien.
- 19 octobre : René Hüssy, joueur et entraîneur de football suisse. († 12 mars 2007).
- 21 octobre : Vern Mikkelsen, joueur professionnel américain de basket-ball. Vainqueur de 5 titres NBA entre 1949 et 1954 avec les Minneapolis Lakers († 21 novembre 2013).
- 26 octobre : Ed Brown, joueur américain de foot U.S.. († 2 août 2007).

## Décès
- 20 juin : l'explorateur norvégien Roald Amundsen meurt en avion lors d'une opération de sauvetage dans l'Arctique.
- 28 novembre : Oskar Wetzell, plongeur finlandais. (° 5 décembre 1888)